# Acoma arizonica
Acoma arizonica är en skalbaggsart som beskrevs av Brown 1929. Acoma arizonica ingår i släktet Acoma och familjen Pleocomidae. Inga underarter finns listade i Catalogue of Life.